# Asbjørn Bakken
Pour les articles homonymes, voir Bakken (homonymie).
Asbjørg Bakken est un biathlète norvégien.

## Biographie
Arrivant douzième de l'individuel, il gagne une médaille de bronze par équipes aux Championnats du monde 1958, avec Arvid Nyberg, Rolf Gråtrud et Knut Wold. Il s'agit de sa seule sélection en championnat majeur.

## Palmarès
- Championnats du monde 1958 à Saalfelden :
  -  Médaille de bronze à la compétition par équipes.